# Conxita Prim
Conxita Prim (Barcelona, 7 de agosto de 1920 - Mataró, 7 de octubre de 1993) popularmente conocida fue una pianista, compositora y pedagoga española. Con un repertorio muy amplio, se especializó en la composición y en la pedagogía. Fue una de las figuras más transgresoras y relevantes de la escuela pianística catalana de la posguerra.

## Biografía
Nació en el Raval de Barcelona el 7 de agosto de 1920, con el nombre de Concepción Gras Pla, hija de Josefa Gras Pla, madre soltera, y de Antonio Prim Desumvila. Estudió música y piano en el Liceu de Barcelona donde se especializó en composición. En 1928, se trasladó a Mataró con su madre, donde en 1934 debutó en el teatro Sala Cabanyes con un notable éxito seguido de más actuaciones en Cataluña.
Durante décadas impartió clases de piano desvinculándose de academicismos y de escuelas oficiales. Entre sus discípulos se encuentra Marcel Olm. Fue admirada y criticada por su personalidad transgresora, reflejada no solo en sus composiciones sino también en sus vestidos y zapatos diseñados por ella.

## Obra
Parte de su obra, compuesta por un conjunto de composiciones manuscritas que incluyen numerosos esbozos y apuntes de harmonía se conservan en la Biblioteca de Cataluña.
Utilizó el pseudónimo Sándalo en algunas de sus obras. Colaboró con poetas como José Mª Borrás, Lina Casanovas, Lluís Forns, Isidre Julià i Avellaneda, Josep Punsola i Vallespí, Pilar Sabaté y Josep M. de Sagarra.
- Balada / letra: Lluís Forns (1936-1937, 1971)
- Frisances de Maig / letra: Lluís Forns(1937, 1960)
- Jo faria una cala...; A Arcàdia / letra: Josep Punsola i Vallespí (1949)
- Marta xica i mar gran / letra: Josep Punsola i Vallespí (1949)
- Els Meus pins / letra: Josep Punsola i Vallespí (1949)
- Rauxa / letra: Josep Punsola i Vallespí (1949)
- Sau / letra de Josep Punsola i Vallespí (1949)
- Canço de Pluja / letra: Josep M. de Sagarra (1949-1950)
- Danza triste: vals (1955)
- El Claustro (1956)
- Tempo de Ballet. Scherzo (1957)
- Plany / letra: Lina Casanovas (1960)
- El Cantar de los cantares (1961)
- Inquietud [1961]
- Requiebros (1961-1964)
- Espurnes d'or / letra: Pilar Sabaté (1962)
- Si et deixesis estimar (1962)
- Brisa i cel radiant / letra: Pilar Sabaté (1963)
- Cants de Soledat / letra: Pilar Sabaté (1963)
- ¡Divina nit! / letra: Pilar Sabaté (1963)
- La Mort / letra: Josep Punsola i Vallespí (1963)
- El sol dora la terra / letra: Pil Baté, pseud. Pilar Sabaté (1963)
- Calvalcán el Mar / letra: Pilar Sabaté (1964)
- Cortejo fúnebre gitano (1964)
- Hechizo; Mística gitana; Fiesta Sagrada (1964)
- Corrientes de amor / letra: Pil Baté, pseud. Pilar Sabaté (1965)
- Naixement a l'aigua / letra: Pil Basté, pseud. Pilar Sabaté (1965)
- Paradís del sol / letra: Pilar Sabaté (1965)
- Batalla de Mort / letra: Pilar Sabaté (1966)
- Roses al vent  / letra: Isidre Juliá i Avellaneda (1966)
- Cant de Vida / letra: Pilar Sabaté (1967)
- La Cogida y la muerte (1967)
- Salmo nº 23 (v. 22) (1967)
- Salmo nº 93 (v. 92) (1967)
- Poema gitano / letra: Pilar Sabaté (1967-1988)
- Impresions (1968)
- Canto de Zarzil (Tato) / letra: Pilar Sabaté (1970)
- Ondina (1970)
- Danza «Maria gitana» (1970-1973)
- Misceláneas I, II, III (1970-1974)
- Aleteo (1971)
- Gaviotas: impressions (1971-1974)
- Ave María de Liturgia Gitana: litúrgia giptauárabe [1971, 1990]
- Para dos pianos: casta gitana (1972)
- Tres disonancias (1972)
- Guerrero sin paz (1972-1992)
- Elegia: canto fúnebre (1975)
- Mi niño moreno / letra: Encarna Martínez (1975)
- Adagio: para piano y oboe; Danza de Magia; Gitano (1976)
- Inquietud (1977)
- Ratxa (1977)
- “Aguas Bravas” / letra:  Pilar Sabaté (1978-1988).
- Pantomima nº 1; Pantomima nº 2 (1978)
- Conversión (1980)
- Primavera (1980)
- Oleaje (1981)
- Vals (1981)
- Náyades (cuentos musicales) (1982)
- Psiquis (1982)
- Alquimia musical (1982-1983)
- Las niñas de la féria: vals boston (1982-1983)
- Mar negre (1982-1990)
- Concierto breve: concierto piano y orquesta (1984)
- Pena del Alma (1984)
- Eucaristia (1985)
- China Dance (1986)
- Sensilis (1986)
- A Teresa / letra: Pilar Sabaté (1988)
- Canto Universal; Himno (1988)
- Roda el Món: combat del Món (1988)
- El Califato de Córdoba (1991)
- ¡¡Canto d Amor!! (1991)
- El Brujito de la Montaña / letra de José Mª Borrás (s.a.)
- Cant de roca i aigua / lletra: Pilar Sabaté (s.a.)
- Fantasía Española (s.a.)
- Gitan-jazz (s.a.)
- Llac Màgic (s.a.)
- Llum del cel, llac de puresa (s.a.)
- Els Meus pins / letra de Josep Punsola i Vallespí (s.a.)
- El Sacrificio (s.a.)

## Enlaces
- Fondo Conxita Prim de la Biblioteca de Catalunya
- Exposición "Componer en clave femenina". Biblioteca de Cataluña, Sala de Exposiciones, del 18 de abril al 29 de junio de 2024.

- Datos: Q124457712